# Silvitettix malasmonotus
Silvitettix malasmonotus är en insektsart som beskrevs av Otte, D. och Nicholas David Jago 1979. Silvitettix malasmonotus ingår i släktet Silvitettix och familjen gräshoppor. Inga underarter finns listade i Catalogue of Life.